# 河西智美
河西智美（日语：河西智美，1991年11月16日—），日本歌手、演員，是女子偶像团体AKB48的前成員。東京都出身，隶属于崛製作經紀公司旗下。

## 經歷
2006年
- 2月26日，在朋友介紹下參加「第二期AKB48追加成員徵選」。合格後成為元TEAM K的成員。
- 4月開始成為元TeamK的一員。

2009年
- 6月至7月期間舉行的「AKB48第13張單曲選拔總選舉「向神發誓，動真格」」中得到第10名，入選媒體選拔成員 。
- 7月和隸屬相同事務所的板野友美和宮崎美穗一起組成「納豆天使」。但在2010年7月發表的「納豆天使Z」中，和板野都並沒有參加。
- 8月23日舉行的『AKB104選拔成員組閣祭』的公演中，公佈將會轉移到TEAM B，及後在2010年5月21日正式轉移。

2010年
- 3月31日，和板野友美一起以『假面騎士W』中的角色名字「Queen & Elizabeth」發表CD。
- 4月11日，在『假面騎士W』的活動中因盲腸炎入院接受手術。
- 5月至6月期間，舉行『AKB48第17張單曲選拔總選舉「向母親發誓，這是真的」』中得到第12位，2年連續入選媒體選拔成員 。
- 9月21日，舉行『AKB48第19張單曲選拔猜拳大會』中得到12位，入選單曲選拔成員。

2011年
- 5月至6月期間，舉行『AKB48第22張單曲選拔總選舉』中得到第16位，入選選拔成員。
- 5月至6月期間，舉行『AKB48香港總選舉』中得到第17位 。
- 9月20日舉行『AKB48第24張單曲選拔猜拳大會』中進入16位之內，進入選抜[1]。

2012年
- 4月29日至5月27日，在由日本中央競馬会（JRA）與AKB48合作的「AKB的勝馬」（AKBのガチ馬）活動中，因為連續兩週猜中萬馬券[註 1]大獎而在成員中獲得第一高分，順利取得主演JRA電視廣告、推出個人單曲唱片、寫真集並舉辦個人演唱會的資格[2]。
- 5月至6月舉行「AKB48第27張單曲選拔總選舉」中得到第12位，入選選拔成員[3]。
- 8月24日，在AKB48於東京巨蛋所舉辦的大型演唱會「AKB48 in TOKYO DOME ～1830m之夢～」第一天的活動中，經營單位突然宣佈再次組閣（成員洗牌）的消息。在新的編組名單中，河西智美將由原本的TeamB轉移至TeamA

，而新編組體制則是於11月1日啟用。
- 10月7日，富士電視台節目《全員逃走中》第30回，河西智美被村民通報而引來獵人追擊而被捕，但是沒有進牢房內至遊戲結束。
- 11月8日，河西智美在參加朝日電視台綜藝節目《黃金傳說》（いきなり！黄金伝説。）的《藝人節約挑戰1個月1萬元生活》（芸能人節約バトル1ケ月1万円生活）單元時，於挑戰開始後第5天突然失蹤。經節目製作單位與所屬經紀事務所溝通協調後，確認河西正式退出挑戰，而成為該單元創始多年來第一位中途退賽的挑戰者[6]。
- 11月10日，正式宣布個人專輯推出的消息，成為第8名推出個人歌曲唱片的AKB48成員[註 2]。除此之外，也將推出個人寫真集與在11月25日時於東京競馬場舉辦個人演唱會[7][8]。
- 12月17日，在第二回AKB紅白歌合戰活動後公開宣佈預計將從AKB48畢業的消息，實際畢業時間未定[9][10]。
- 12月26日，由日本クラウン推出的個人出道單曲「難道說」發售預定[11]。

2013年
- 2月4日，第一本写真集發售。
- 5月3日，於AKB劇場舉行畢業公演，正式自AKB48畢業

2021年
- 5月15日，宣布结婚。

## 人物
- 在劇場公演時的自我介紹口號是「垂眼是魅力點、綽號是Tomo-mi chan，我是河西智美」（タレ目がチャームポイントのとも〜みちゃんこと河西智美です）。
- 家庭成員有父母、姐姐和妹妹。姐姐是原Survivё-ZERO成员河西里音。
- 習慣用左手，但是拿筆和筷子都是用右手。
- 中學1年級開始練習和太鼓。
- 在官方資料中出身地是東京都，但在小學時曾搬過6次家，在小5和小6期間住在山梨縣，小學畢業時搬到東京都。
- 养着两只分别叫「な〜ちゃん」和「ちいちゃん」的猫。
- 喜欢自称「とも」。
- 因为声音很有特征，经常被成员模仿其唱歌。
- 被公認為隊中聲音最嬌媚，對男性殺傷力最大。而且喜歡在說話的最後加上「chiyuu」
- 喜歡的藝人是SPEED的島袋寛子。
- 拥有月球的土地。
- 對AKBINGO!2010年3月10、17日中的男裝環節大興奮,十分喜歡成員的男裝打扮
- 和同属AKB48的板野友美是好友。
- 曾與宮崎美穂、板野友美、大島麻衣等人組隊參加五人制足球。

## 音樂作品

### 個人單曲
|              | 發行日         | 單曲名稱       | Oricon 週榜最高名次 | 首周銷量     | 累計銷量     | 發售形態     | 產品編號                         | 版本                 | 備註         |
| NIPPON CROWN | NIPPON CROWN   | NIPPON CROWN   | NIPPON CROWN        | NIPPON CROWN | NIPPON CROWN | NIPPON CROWN | NIPPON CROWN                     | NIPPON CROWN         | NIPPON CROWN |
| ------------ | -------------- | -------------- | ------------------- | ------------ | ------------ | ------------ | -------------------------------- | -------------------- | ------------ |
| 1st          | 2012年12月26日 | 難道說         | 第3名               | 32,582張     | 44,982張     | CD+DVD CD    | CRCP-10280 CRCP-10281 CRCP-10282 | Type-A Type-B Type-C |              |
| 2nd          | 2013年5月8日   | Mine           | 第5名               | 18,550張     | 23,315張     | CD+DVD CD    | CRCP-10291 CRCP-10292 CRCP-10293 | Type-A Type-B Type-C |              |
| 3rd          | 2014年1月15日  | 想要消失的哭喊 | 第5名               | 11,910張     | 13,982張     | CD+DVD CD    | CRCP-10306 CRCP-10307 CRCP-10308 | Type-A Type-B Type-C |              |
| 4th          | 2014年9月17日  | 事到如今,我更… | 第12名              | 7,152張      | 8,240張      | CD+DVD CD    | CRCP-10318 CRCP-10319 CRCP-10320 | Type-A Type-B Type-C |              |

### 未發售CD歌曲
1. 夏天嘴唇（CD未發售）
『アイドル夏物語』（讀賣電視台制作）的企劃與板野友美ととも中Summer Lips名義。

### 專輯
| 1 | 2017年11月15日 | STAR-T | 第25名 | CD+DVD CD | KIZC-430 KICS-3540 | Type-A Type-B |  |

### 参与AKB48單曲CD
|      | 發行日期       | 單曲名稱           | 參與歌曲名稱         | 名義     | 收錄於        | MV | 備註             |
| ---- | -------------- | ------------------ | -------------------- | -------- | ------------- | -- | ---------------- |
| 01st | 2006年10月25日 | 好想見你           | 好想見你             |          | 全版本        | ★  | A面曲 出道作品   |
| 02nd | 2007年1月31日  | 制服真礙事         | 制服真礙事           |          | 全版本        | ★  | A面曲            |
| 02nd | 2007年1月31日  | 制服真礙事         | Virgin love          | Team K   | 全版本        |    |                  |
| 03rd | 2007年4月18日  | 曾不屑一顧的愛情   | 曾不屑一顧的愛情     |          | 全版本        | ★  | A面曲            |
| 04th | 2007年7月18日  | BINGO!             | BINGO!               |          | 全版本        | ★  | A面曲            |
| 05th | 2007年8月8日   | 我的太陽           | 我的太陽             |          | 全版本        | ★  | A面曲            |
| 05th | 2007年8月8日   | 我的太陽           | 未來的果實           |          | 全版本        |    |                  |
| 06th | 2007年10月31日 | 妳正在看著夕陽嗎?  | 妳正在看著夕陽嗎?    |          | 全版本        | ★  | A面曲            |
| 06th | 2007年10月31日 | 妳正在看著夕陽嗎?  | Viva! Hurricane      | 向日葵組 | 全版本        |    |                  |
| 07th | 2008年1月23日  | 浪漫、不需要       | 浪漫、不需要         |          | 全版本        | ★  | A面曲            |
| 07th | 2008年1月23日  | 浪漫、不需要       | 愛的毛巾             | 向日葵組 | 全版本        |    |                  |
| 08th | 2008年2月27日  | 櫻花花瓣2008       | 櫻花花瓣2008         |          | 全版本        | ★  | A面曲            |
| 08th | 2008年2月27日  | 櫻花花瓣2008       | 最後的制服           |          | 全版本        |    |                  |
| 09th | 2008年6月13日  | Baby! Baby! Baby!  | Baby! Baby! Baby!    |          | 全版本        | ★  | A面曲            |
| 09th | 2008年6月13日  | Baby! Baby! Baby!  | 不要讓夢想死去       |          | Napster       |    |                  |
| 10th | 2008年10月22日 | 大聲鑽石           | 大聲鑽石             |          | 全版本        | ★  | A面曲            |
| 11th | 2009年3月4日   | 10年櫻             | 10年櫻               |          | 全版本        | ★  | A面曲            |
| 11th | 2009年3月4日   | 10年櫻             | 在櫻花色的天空之下   |          | 全版本        |    |                  |
| 12th | 2009年6月24日  | 驚喜的淚水!        | 驚喜的淚水!          |          | 全版本        | ★  | A面曲            |
| 13th | 2009年8月26日  | Maybe是藉口        | Maybe是藉口          |          | 全版本        | ★  | A面曲            |
| 14th | 2009年10月21日 | RIVER              | RIVER                |          | 全版本        | ★  | A面曲            |
| 15th | 2010年2月17日  | 櫻花印記           | Choose me!           | Team YJ  | Type-B 劇場盤 | ★  |                  |
| 16th | 2010年5月26日  | 馬尾與髮圈         | 馬尾與髮圈           |          | 全版本        | ★  | A面曲            |
| 16th | 2010年5月26日  | 馬尾與髮圈         | 馬路須加學園頂尖藍調 |          | Type-B 劇場盤 | ★  |                  |
| 17th | 2010年8月18日  | 無限重播           | 無限重播             |          | 全版本        | ★  | A面曲            |
| 17th | 2010年8月18日  | 無限重播           | 蔬菜姊妹             | 蔬菜姊妹 | Type-A 劇場盤 | ★  |                  |
| 17th | 2010年8月18日  | 無限重播           | Lucky Seven          |          | Type-B 劇場盤 | ★  |                  |
| 18th | 2010年10月27日 | Beginner           | Beginner             |          | 全版本        | ★  | A面曲            |
| 19th | 2011年12月8日  | 機會的順序         | 機會的順序           |          | 全版本        | ★  | A面曲            |
| 19th | 2011年12月8日  | 機會的順序         | 預約的聖誕節         |          | 全版本        | ★  |                  |
| 19th | 2011年12月8日  | 機會的順序         | 愛的跳躍             | Team B   | Type-B        | ★  |                  |
| 20th | 2011年2月16日  | 變成櫻花樹         | 變成櫻花樹           |          | 全版本        | ★  | A面曲            |
| 20th | 2011年2月16日  | 變成櫻花樹         | 距離KISS 100哩       | MINT     | Type-A        | ★  |                  |
| 21st | 2011年5月25日  | Everyday、髮箍     | Everyday、髮箍       |          | 全版本        | ★  | A面曲            |
| 21st | 2011年5月25日  | Everyday、髮箍     | 现在开始 Wonderland  |          | 全版本        | ★  |                  |
| 21st | 2011年5月25日  | Everyday、髮箍     | 鬥魂                 |          | Type-A        | ★  |                  |
| 22nd | 2011年8月24日  | 飛翔入手           | 飛翔入手             |          | 全版本        | ★  | A面曲            |
| 22nd | 2011年8月24日  | 飛翔入手           | 不知不覺的青春       |          | Type-A        | ★  |                  |
| 22nd | 2011年8月24日  | 飛翔入手           | 野菜占卜             |          | 劇場盤        |    |                  |
| 23rd | 2011年10月26日 | 風正在吹           | 風正在吹             |          | 全版本        | ★  | A面曲            |
| 24th | 2011年12月7日  | 崇尚麻里子         | 崇尚麻里子           |          | 全版本        | ★  | A面曲            |
| 24th | 2011年12月7日  | 崇尚麻里子         | 耶誕夜               |          | 全版本        | ★  |                  |
| 24th | 2011年12月7日  | 崇尚麻里子         | 暱稱Fantasy          | Team B   | Type-B        | ★  |                  |
| 25th | 2012年2月15日  | GIVE ME FIVE!      | GIVE ME FIVE!        |          | 全版本        | ★  | A面曲            |
| 26th | 2012年5月23日  | 仲夏的Sounds good! | 仲夏的Sounds good!   |          | 全版本        | ★  | A面曲            |
| 27th | 2012年8月29日  | 格子花紋           | 格子花紋             |          | 全版本        | ★  | A面曲            |
| 28th | 2012年10月31日 | UZA                | 孤獨的星空           | Team A   | Type-A        | ★  |                  |
| 29th | 2012年12月5日  | 永遠的壓力         | 比永遠更長久         | OKL48    | Type-D        | ★  |                  |
| 29th | 2012年12月5日  | 永遠的壓力         | 我们的Reason         |          | 剧场盘        |    |                  |
| 30th | 2013年2月20日  | So long!           | Ruby                 | Team A   | Type-A        | ★  |                  |
| 36th | 2014年5月21日  | 拉布拉多獵犬       | 只到今天的旋律       |          | 全版本        | ★  | 以毕业生名義参加 |

SKE48名義
|      | 發行日期       | 單曲名稱   | 參與歌曲名稱 | 名義             | 收錄於 | MV | 備註                  |
| ---- | -------------- | ---------- | ------------ | ---------------- | ------ | -- | --------------------- |
| 19th | 2016年03月30日 | 胆小鬼LINE | 旅行途中     | 宮澤佐江和朋友們 | Type-D | ★  | 以AKB48畢業生名義參加 |

### 参与AKB48專輯CD
|     | 發行日期        | 專輯名稱                         | 參與歌曲名稱            | 名義                    | 收錄於 |
| --- | --------------- | -------------------------------- | ----------------------- | ----------------------- | ------ |
| 2nd | 2010年04月07日  | 神曲集                           | Baby! Baby! Baby! Baby! |                         | 全版本 |
| 2nd | 2010年04月07日  | 神曲集                           | 你與彩虹與太陽          |                         | 通常盤 |
| -   | 2010年07月014日 | SET LIST～Greatest Songs～完全盤 | Seventeen               |                         | 全版本 |
| -   | 2010年07月014日 | SET LIST～Greatest Songs～完全盤 | 因為有你在              |                         | 全版本 |
| 3rd | 2011年06月08日  | 就是在這裡                       | 少女們                  |                         | 全版本 |
| 3rd | 2011年06月08日  | 就是在這裡                       | 戀愛馬戲團              | Team B                  | 全版本 |
| 3rd | 2011年06月08日  | 就是在這裡                       | 人魚假期                |                         | 全版本 |
| 3rd | 2011年06月08日  | 就是在這裡                       | 推Team B                | Team B                  | 全版本 |
| 3rd | 2011年06月08日  | 就是在這裡                       | 就是在這裡              | AKB48+SKE48+SDN48+NMB48 | 全版本 |
| 4th | 2012年08月15日  | 1830m                            | 戀愛總選舉              | YM7                     | 全版本 |
| 4th | 2012年08月15日  | 1830m                            | 不算                    | Team B                  | 全版本 |
| 4th | 2012年08月15日  | 1830m                            | 藍天 不會寂寞嗎？       | AKB48+SKE48+NMB48+HKT48 | 全版本 |
| 5th | 2014年1月22日   | 未來軌跡                         | 堅強與脆弱之間          |                         | Type-A |

### 其他單曲CD
| 發行日期       | 單曲名稱 | 參與歌曲名稱 | 名義           | 收錄於 | MV | 備註                                                                  |
| -------------- | -------- | ------------ | -------------- | ------ | -- | --------------------------------------------------------------------- |
| 2009年04月01日 | 啾一個！ | 啾一個！     | AKB IDOLING!!! | 全版本 | ★  | 由AKB48和IDOLING!!!組成，是以雙方 各自挑選8人並組合成16人的形式呈現。 |

### 劇場公演分組曲
| 公演名稱                                 | 參與歌曲名稱   | 備註                                             |
| ---------------------------------------- | -------------- | ------------------------------------------------ |
| 元Team K時期                             |                |                                                  |
| Team K 1st Stage「PARTY開始了」公演      | 星之温度       |                                                  |
| Team A 2nd Stage「想見你」公演           | 嘆息的人偶     | 2006年5月28日 擔任前田敦子的代演                 |
| Team K 2nd Stage「青春女孩」公演         | 禁忌的2人      | 與大島優子搭檔                                   |
| Team K 2nd Stage「青春女孩」公演         | 放浪之夏       |                                                  |
| Team K 3rd Stage「腦內天堂」公演         | MARIA          |                                                  |
| 向日葵組 1st Stage「我的太陽」公演       | 不要叫我偶像   |                                                  |
| 向日葵組 2nd Stage「不要讓夢想死去」公演 | 隔壁的香蕉     |                                                  |
| Team K 4th Stage「最終鐘聲鳴響」公演     | 雄蕊雌蕊夜之蝶 | 與大堀惠搭檔                                     |
| Team K 5th Stage「引體後翻」公演         | 如能被你緊擁   |                                                  |
| THEATER G-ROSSO「不要讓夢想死去」公演    | 隔壁的香蕉     | 与藤江丽奈、高城亚樹、仲川遥香、岩佐美咲轮替出演 |
| 柏木Team B時期                           |                |                                                  |
| Team B 5th Stage「劇場的女神」公演       | 來一塊糖果     |                                                  |
| Team B 5th Stage「劇場的女神」公演       | 夜风的恶作剧   | 柏木由纪的代演                                   |
| 篠田Team A時期                           |                |                                                  |
| Team A Waiting公演                       | 纯爱的渐强音   |                                                  |

## 演出

### 电视剧
- 铁道少女〜Girls be ambitious〜（日语：鉄道むすめ#実写ドラマ） 第11・12話 (2008年12月19日・26日、tvk・KBS京都・サンテレビ／21日・28日、三重電視台／22日・29日、テレ玉／23日・30日、チバテレビ ) - 饰演 八木沢まい
- 金曜プレステージ（日语：金曜プレステージ）「外科医 鳩村周五郎（日语：外科医 鳩村周五郎） 闇のカルテV」( 2009年3月27日、富士電視台 ) - 饰演 中里めぐみ[14]
- 假面騎士W ( 2009年10月18日 - 2010年8月29日、朝日電視台 )- 饰演 伊莉莎白
- 馬路須加學園 ( 2010年1月8日 - 3月26日、東京電視台 ) - 饰演 大歌舞伎
- 來自櫻花的信 ～AKB48 各自的畢業故事～（2011年2月26日 - 3月6日，日本電視台） -　饰演 河西智美
- 馬路須加學園2 ( 2011年4月15日 - 6月17日、東京電視台 ) - 饰演 大歌舞伎
- 美食刑警立花（日语：めしばな刑事タチバナ#テレビドラマ） ( 2013年4月10日 - 、東京電視台 ) - 饰演 村中

### 電影
- ICE〈劇場版〉（2008年11月29日、イーネット・フロンティア） - 饰演 アオイ
- 假面騎士×假面騎士W & Decade Movie大戰2010（2009年12月、東映） - 饰演 伊莉莎白
- W - Forever A 至 Z Gaia Memory的命運（2010年8月7日、東映） - 饰演 伊莉莎白
- NECK（2010年8月21日公開、アスミック・エースエンタテインメント） - 饰演 真央
- 假面騎士×假面騎士 OOO & W feat. Skull Movie大戰 Core（2010年12月18日公開、東映） - 饰演 伊莉莎白

### 综艺、音乐节目
2012年现在出演中的节目
- AKBINGO!（2008年10月1日 - 不定期出演、日本电视台）
- 週刊AKB（2009年9月11日 - 不定期出演、東京电视台）
- 真的假的（2012年4月20日 - 不定期出演、日本电视台）
- コロッケぱらだいす ごきげん歌謡笑劇団（2012年8月25日・11月10日、NHK綜合）
- 黃金傳說（2012年10月18日 - 11月8日、朝日电视台） - 「藝能人生活戰鬥1個月1万圓生活」

过去出演过的节目
- AKB1時59分!（2008年1月24日 - 3月27日、日本电视台）
- AKB0時59分!（2008年4月7日 - 9月29日、日本电视台）
- アッコにおまかせ!（2008年4月13日 - 12月、TBS） - 『That's宝くじ』コーナーにて司会を務めた（3週に一度担当）。
- AKB48神TV（2008年10月5日、家庭劇場）
  - Season1（2008年10月5日）
  - Season2（2009年7月10日・17日）
  - Season3（2009年10月9日・16日）
  - 特別節目2009（2009年12月28日）
  - 特別節目〜來自北國2010〜（2010年3月27日）
  - 特別節目〜分組對抗!春季保齡球大賽〜（2010年4月30日）
  - Season4（2010年8月1日・8日）
  - Season5（2010年10月10日・17日）
- アニソ〜ンぷらす（2009年3月度旁白、東京电视台）
- AKB-級グルメスタジアム（2010年12月5日、食と旅のフーディーズTV）
- 原來如此高校（2011年4月21日 - 2012年3月8日、不定期出演、日本电视台）
- AKB48短劇「微妙〜」（2011年9月29日 - 2012年2月9日、不定期出演、ひかりTV）
- 全員戰鬥中（battle for money 戦闘中，2012年5月19日、富士电视台）
- 全員逃走中（run for money 逃走中，2012年10月7日、富士电视台）

### 聲優
- RD 潛腦調查室（2008年5月27日、日本电视台） - 河西トモミ
- 西洋骨董洋菓子店～Antique～第8話（2008年8月21日、富士電視台） - 榊楓子
- 天体战士桑雷德（2008年10月 - 2009年3月、神奈川电视台） - 天井
- 地下城与勇士 〜Slap-up party〜（2009年5月22日 - 9月25日、东京电视台） - カペッチョ
- 天体战士桑雷德第二季（2009年10月3日 - 2010年3月27日、神奈川电视台） - 天井
- 數碼獸合體戰爭 （2010年9月14日 - 2011年3月1日、朝日电视台）- 巴斯迪獸（バステモン）
- 數碼獸合體戰爭 〜邪惡的死亡指揮官與七個王國〜（2011年4月3日 - 9月25日、朝日电视台） - 巴斯迪獸
- Revenge第二季 日語配音版本（2013年、Dlife电视台（日语：Dlife））

### OVA作品
- ICE〈劇場版〉（2007年5月25日、7月25日、9月25日、イーネット・フロンティア） - 饰演 アオイ

### 电台
- AKB48 明日までもうちょっと。（2007年10月8日 - 不定期、文化放送）
- ともとものヤギさん、おいで〜♪（2008年4月7日 - 、TBS RADIO podcasting954）
- 週刊!アニたま水曜日（鳥やまPOP研究所〜疾風伝のみのコーナーパーソナリティー）（2008年4月9日 - 、關西廣播）
- AKB48のオールナイトニッポン（2010年4月30日・5月28日・7月16日・9月24日、日本放送）

### 广告
- キリンビバレッジ キリンNUDA（2008年）
- ユーキャン シカクムービー「迷惑店長と行政書士編」（2009年1月）
- KAGOME AKB48野菜シスターズ （2010年、2011年）
- WONDA 「朝のあいさつ篇」「期待の新人篇」 （2011年）
- Peach John （2011年8月）
- Aya na ture （2011年8月）

### 活动
- スター・ウォーズ クローン・ウォーズ特別試写会（2008年8月11日、中野サンプラザホール）
- わくわく宝島 Summer LipsスペシャルLive（2008年8月24日、OBP大阪ビジネスパーク わいわいアリーナ） - Summer Lipsとして板野友美と出演
- TBS RADIO presents 夏Sacas08 SUMMER Fes（2008年8月28日 赤坂Sacas Sacas Oasisメインステージ）
- the brand new christmas2008（2008年11月13日、六本木ヒルズアリーナ）
- 大堀めしべ最後の聖戦!〜ハグはめしべを救う!〜（2008年11月15日、秋葉原アソビットMVホール）
- Push★1（2009年1月31日、品川プリンスホテルステラボール）
- 神田明神 節分祭豆まき式（2009年2月3日、神田明神）
- 内閣総理大臣主催「桜を見る会」（2009年4月18日、新宿御苑）
- 連同峯岸南、北原里英往香港官店當一小時店長, 並舉行握手會。（2010年11月17日）
- AKB X HELLO KITTY 商品發表會。（2011年7月26日）

### Web
- Private Princess ~三人だけの夏休み~（2007年11月1日 - 、ホリプロ制作）
- MIDTOWN TV　城咲仁と磯山さやかの極めみち（GyaO 2007年11月6日 - 13日 アーカイブ放送）
- KIRIN NUDA　Presents「KIRIN NUDA　レモン&トニック」スッキリマンサイト （页面存档备份，存于）（2008年3月25日 - 5月31日、第2日本テレビ） - スッキリ3人娘として出演
- AKB48 in HORIPRO（2008年4月1日 - 2009年3月30日、Yahoo!動画）

## 书籍

### 杂志
- EX大衆（2010年7月15日 - 、双葉社） - 與Twitter連動企劃。
- mina（2010年9月20日 - 、主婦の友社）-「とも〜みズム」

### DVD
- Private Princess 河西智美 〜とも〜みちゃんの夏休み〜（2009年10月、ホリプロ）

### 写真集
- 板野友美・大島麻衣・河西智美（from AKB48）2008年日曆（2007年、ハゴロモ）
- 河西智美 2009年日曆（2008年10月18日、ハゴロモ）
- B.L.T. U-17 sizzlefulgirl Vol.10（2009年6月8日、東京新聞通信社）
- 河西智美 2010年日曆（2009年10月14日、ハゴロモ）
- 河西智美 2011年日曆（2010年9月30日、ハゴロモ）
- 河西智美 2012年日曆（2011年11月19日、ハゴロモ）
- 河西智美 2012年TOKYO日曆（2011年11月29日、ハゴロモ）

### 文庫
- ヴィヨンの妻（太宰治、2009年10月15日、ぶんか社） - 表紙・グラビア